# ارین پینیرو
ارین پینیرو (انگلیسی: Erin Pinheiro؛ زادهٔ ۱۵ ژوئیهٔ ۱۹۹۷) بازیکن فوتبال اهل فرانسه است.
از باشگاه‌هایی که در آن بازی کرده‌است می‌توان به باشگاه فوتبال سن-اتین اشاره کرد.